# Дієго Кальва
Дієго Кальва Ернандес (нар. 16 березня 1992) — мексиканський актор, відомий головною роллю в кримінальному драматичному телесеріалі «Нарко: Мексика» (2021) і комедійному фільмі «Вавилон» (2022). За останній був номінаваний на премію «Золотий глобус» за найкращу чоловічу роль у фільмі «Мюзикл або комедія».

## Життєпис
Дієго Кальва народився 16 березня 1992 року в Мехіко. Він навчався в Centro de Capacitación Cinematográfica, де вивчав режисуру та одержав ще кваліфікацію сценариста. Під час навчання в кіношколі працював кейтерингом, декоратором, оператором мікрофона та асистентом виробництва. Він зняв кілька короткометражних фільмів, перш ніж повністю зайнятися акторською майстерністю.
Свою першу головну роль Кальва зіграв у 2015 році в незалежному фільмі «Я обіцяю вам анархію» режисера Хуліо Ернандеса Кордона, прем'єра якого відбулася на 68-му Міжнародному кінофестивалі в Локарно та демонструвався на Міжнародному кінофестивалі в Торонто 2015 року. Він отримав нагороду за найкращу головну чоловічу роль разом зі своїм колегою Едуардо Елісео Мартінесом на Гаванському кінофестивалі 2015 року за роль у цьому фільмі. У 2021 році він приєднався до акторського складу телесеріалу Narcos: Mexico, зігравши Артуро Бельтрана Лейву.
У 2022 році Дієго Кальва зіграв роль Менні Торреса у фільмі Дам'єна Шазелла «Вавилон» 2022 року з Бредом Піттом та Марго Роббі у головних ролях.

## Фільмографія

### Фільми
| рік  | Назва                    | Роль                   | Примітки     |
| ---- | ------------------------ | ---------------------- | ------------ |
| 2015 | Я обіцяю вам анархію     | Мігель                 |              |
| 2022 | Вавилон                  | Мануель «Менні» Торрес |              |
| 2023 | Пташиний короб Барселона | Октавіо                | [ 9 ] [ 10 ] |
| 2024 | На прудких конях         | Генрі                  | [ 11 ]       |

### Телесеріали
| рік  | Назва                | Роль                 | Примітки  |
| ---- | -------------------- | -------------------- | --------- |
| 2018 | В'язень              | Ель Рубіо            | 12 серій  |
| 2020 | Нестримний           | Джошуа               | 8 серій   |
| 2021 | Нарко: Мексика       | Артуро Белтран Лейва | 6 серій   |
| 2025 | Нічний адміністратор | Тедді Дос Сантос     | 2-й сезон |

## Нагороди та номінації
| рік  | Нагорода                                          | Категорія                                               | Номінована робота    | Результат | Прим.  |
| ---- | ------------------------------------------------- | ------------------------------------------------------- | -------------------- | --------- | ------ |
| 2015 | Гаванський кінофестиваль                          | Найкращий актор (розділено з Едуардо Елісео Мартінесом) | Я обіцяю вам анархію | Перемога  | [ 12 ] |
| 2022 | Greater Western New York Film Critics Association | Найкращий актор головної ролі                           | Вавилон              | Номінація |        |
| 2023 | Золотий глобус                                    | Найкращий актор у фільмі — комедія або мюзикл           | Вавилон              | Номінація |        |
| 2023 | Супутник                                          | Найкращий актор у фільмі — комедія або мюзикл           | Вавилон              | Номінація |        |
| 2023 | Премія Гільдії кіноакторів                        | Найкраща гра акторів у фільмі                           | Вавилон              | Номінація |        |